# تي ويست
تي ويست (بالإنجليزية: Ti West)‏ (مواليد 5 أكتوبر 1980 في ديلاوير)، هو مخرج ومنتج وكاتب سيناريو أمريكي بدأ نشاطه سنة 2001. اشتهر بعمله في أفلام الرعب.

## أعماله

### المسلسلات
- في/إتش/اس (2012)
- رفاق سكارى (2013)

### الأفلام
- وايوارد باينز (2016)
- منبوذ (2017)

## وصلات خارجية
- تي ويست على موقع IMDb (الإنجليزية)
- تي ويست على موقع ألو سيني (الفرنسية)
- تي ويست على موقع أول موفي (الإنجليزية)
- تي ويست على موقع بوكس أوفيس موجو (الإنجليزية)
- تي ويست على موقع قاعدة بيانات الأفلام السويدية (السويدية)
- تي ويست على موقع قاعدة بيانات الفيلم (الإنجليزية)
- تي ويست على موقع كينوبويسك (الروسية)